# Trapjesberg (Gooi)
De Trapjesberg of Trappenberg is een opgeworpen heuvel in het Gooi in de Nederlandse provincie Noord-Holland. De heuvel ligt in de gemeente  Huizen , buurtschap Crailo, in de bossen ten westen van de Tafelbergheide. Het ligt achter het complex van de Trappenberg aan de Crailoseweg en tussen de Oud-Blaricummerweg aan de noordkant van het complex en de Museumlaan aan de zuidzijde. De heuvel is 23,2 meter hoog. Op de top van de heuvel bevindt zich een zitplek rondom een vuurplaats.

## Geschiedenis
De Trapjesberg hoorde oorspronkelijk bij het landgoed Crailo, waar nu alleen nog het Landhuis Oud-Crailoo met een klein stuk tuin van overgebleven is. In de vroegere tijd was de heuvel een uitzichtpunt, om de omliggende gronden te kunnen bekijken.
De Trapjesberg werd tijdens de werkverschaffing, begin 1900, opgehoogd. Begin 2000 kreeg de Trapjesberg een facelift: op de hellingen werden struiken geplant, waardoor de oude toegangspaden verdwenen. Een nieuwe betonnen trap leidt naar de top. Op de top is een hekwerk en zitgelegenheid geplaatst, waar soms een vuur brandt.
De heuvel ligt in een gebied met meerdere tafelbergen, maar of de heuvel een tafelberg is geweest is onduidelijk, al heeft de heuvel wel een typische conische vorm met afgeplatte top.
Naast de heuvel ligt een kuil met zwerfkeien. Deze keien hebben geen functie gehad, zij zijn in een latere fase op deze plek en op de heuvel neergelegd. 
Andere heuvels in het gebied zijn de Woensberg, Tafelberg, Sijsjesberg, Eukenberg, Aalberg en de Leeuwen- of Venusberg.

## Trivia
- Hoewel de heuvel al sinds 1863 de huidige naam draagt was de naam daarvoor, Berg van vermaak.
- In 2024 werd de trapjesberg gerenoveerd, met het aanbrengen en opknappen van de toegangstrappen.[2]

## Galerij

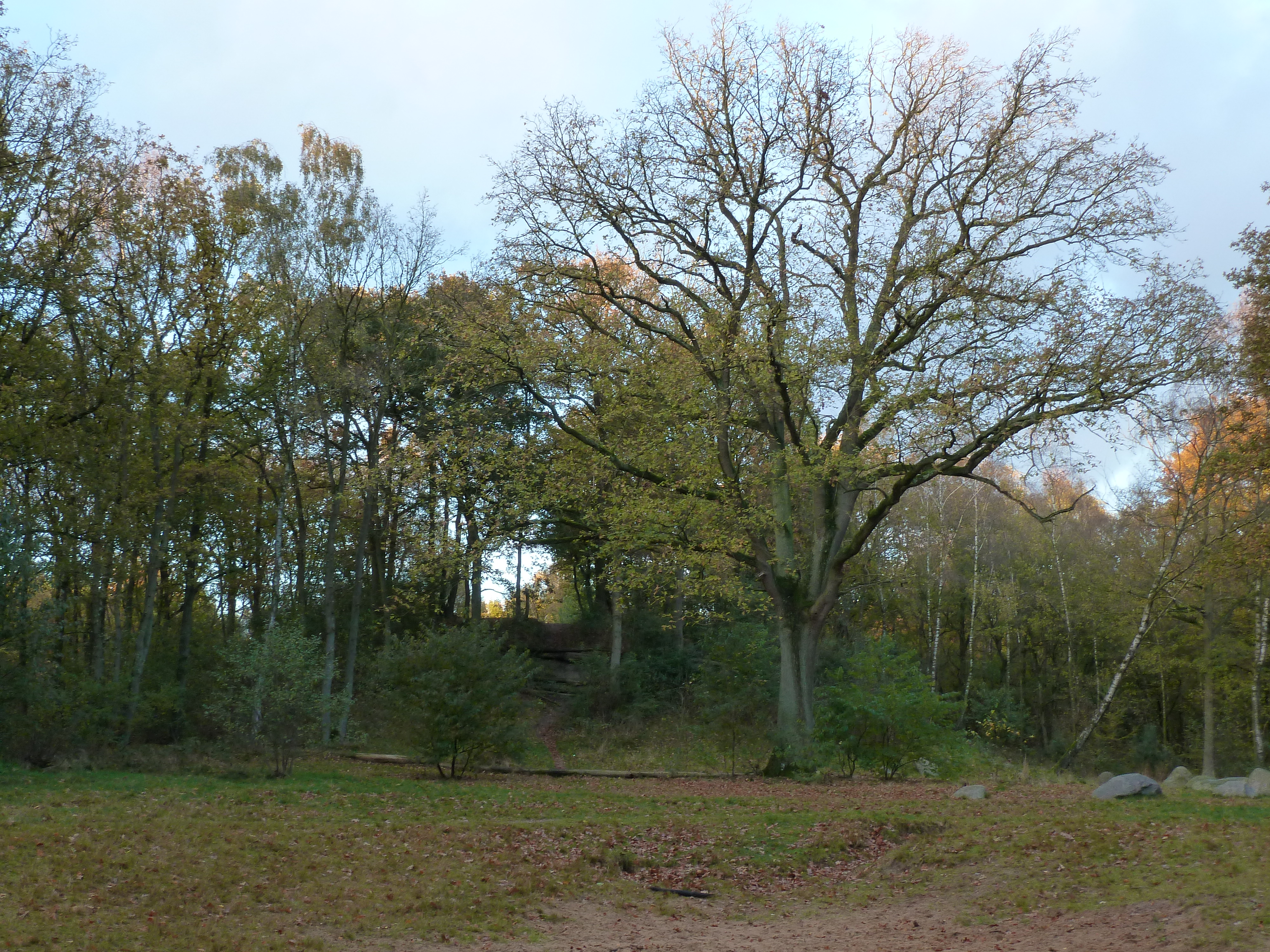
Heuvel gezien vanuit het westen
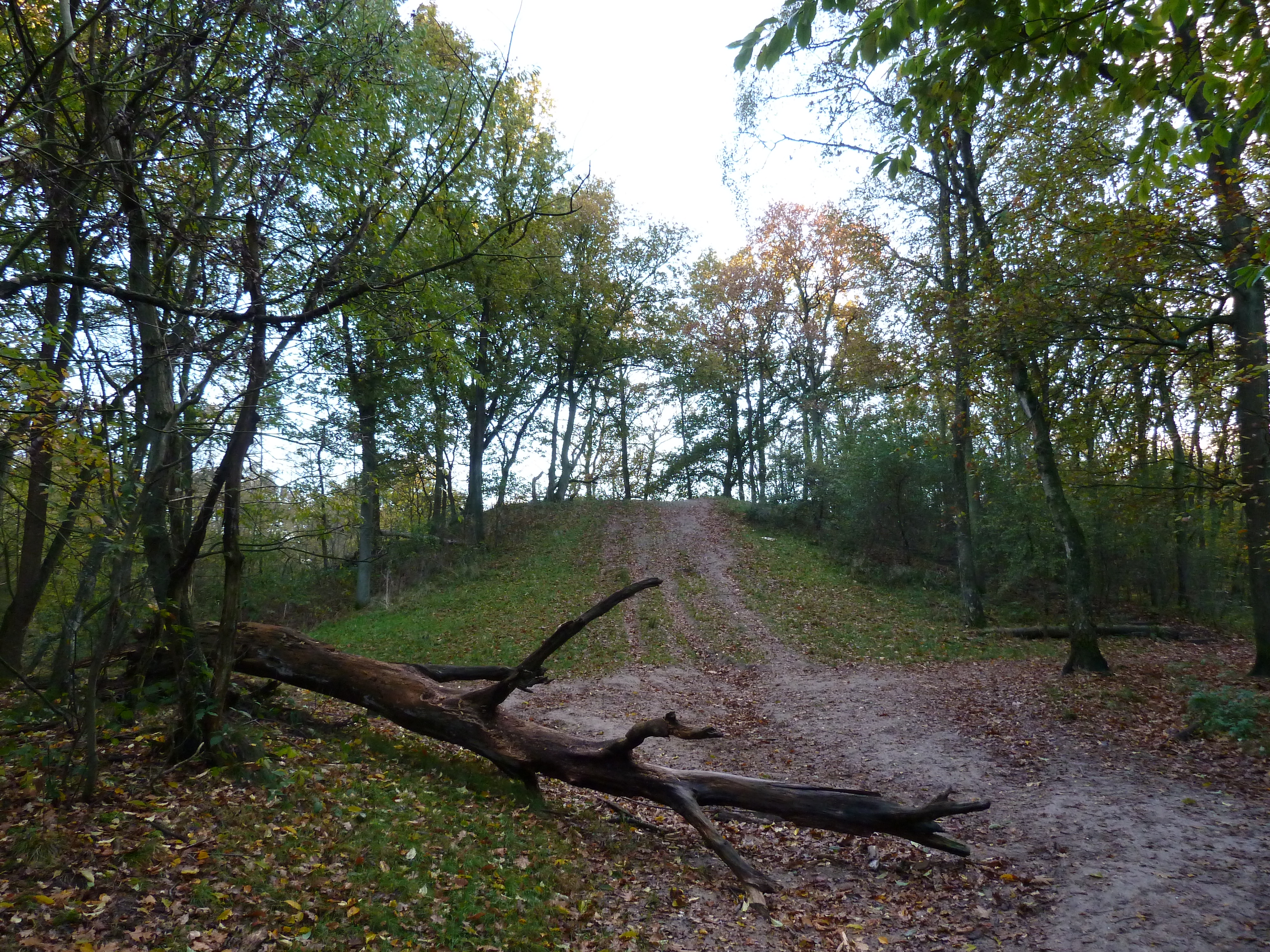
Heuvel gezien vanuit het noorden
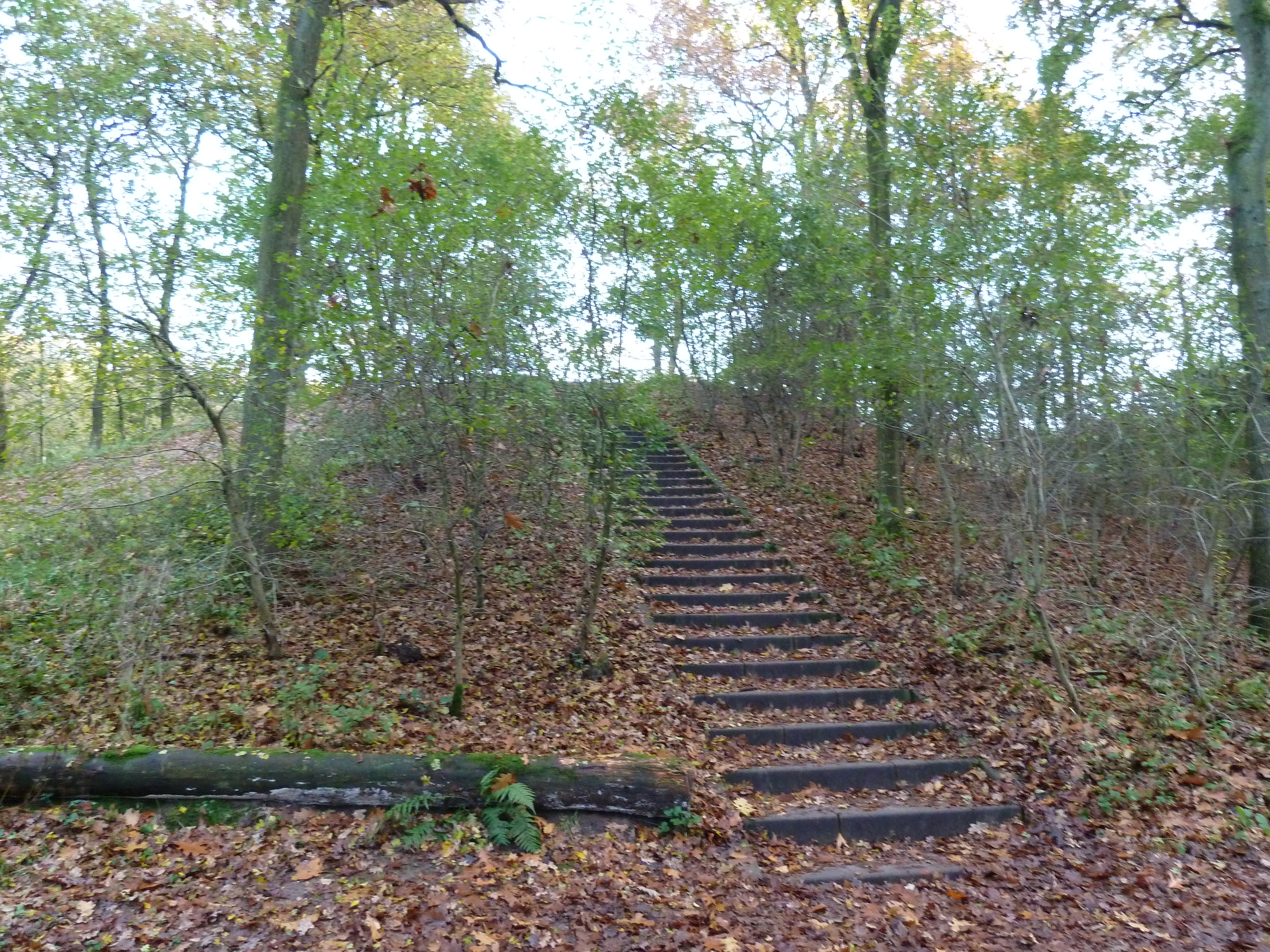
Trap naar de top
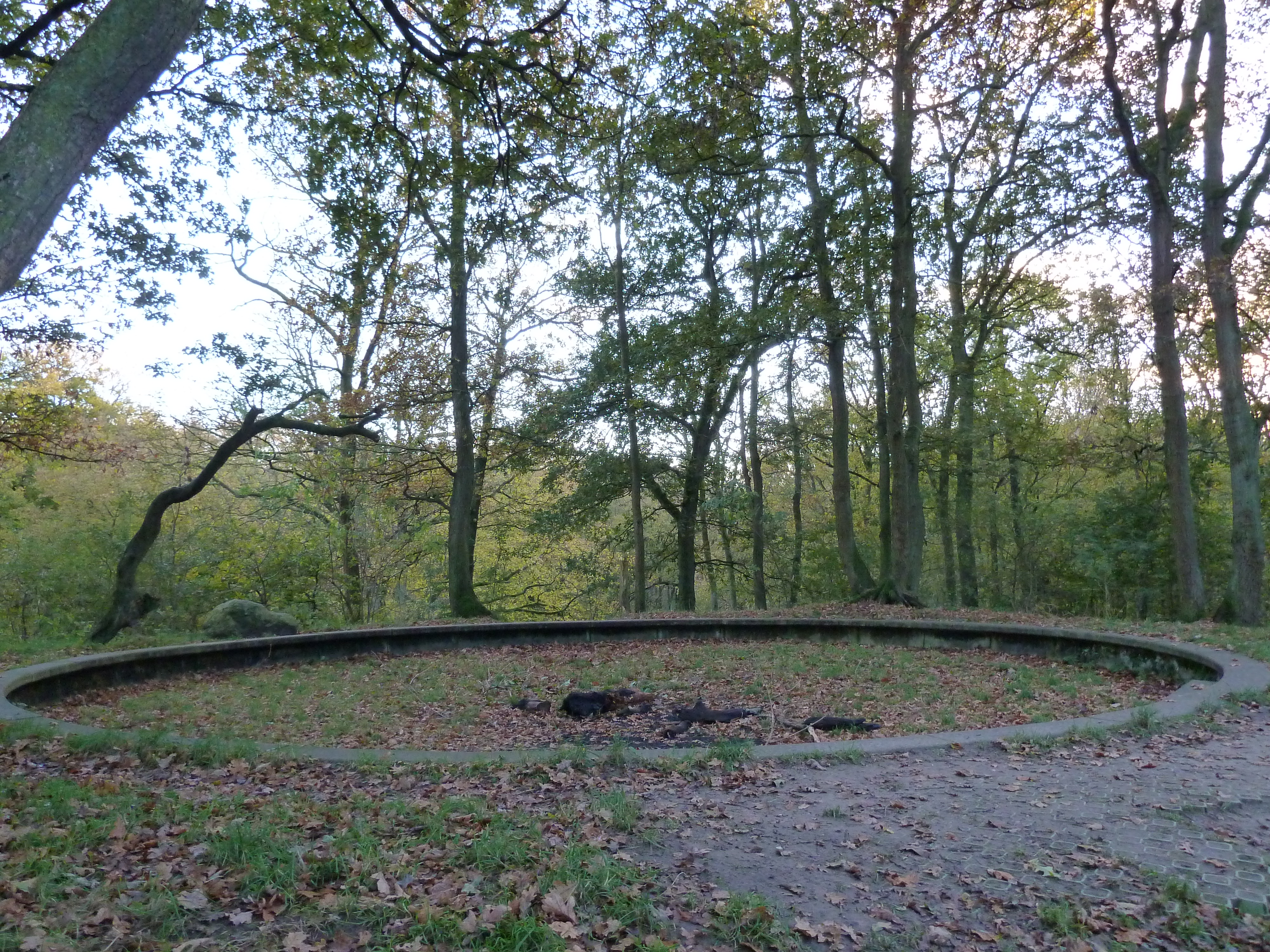
De top
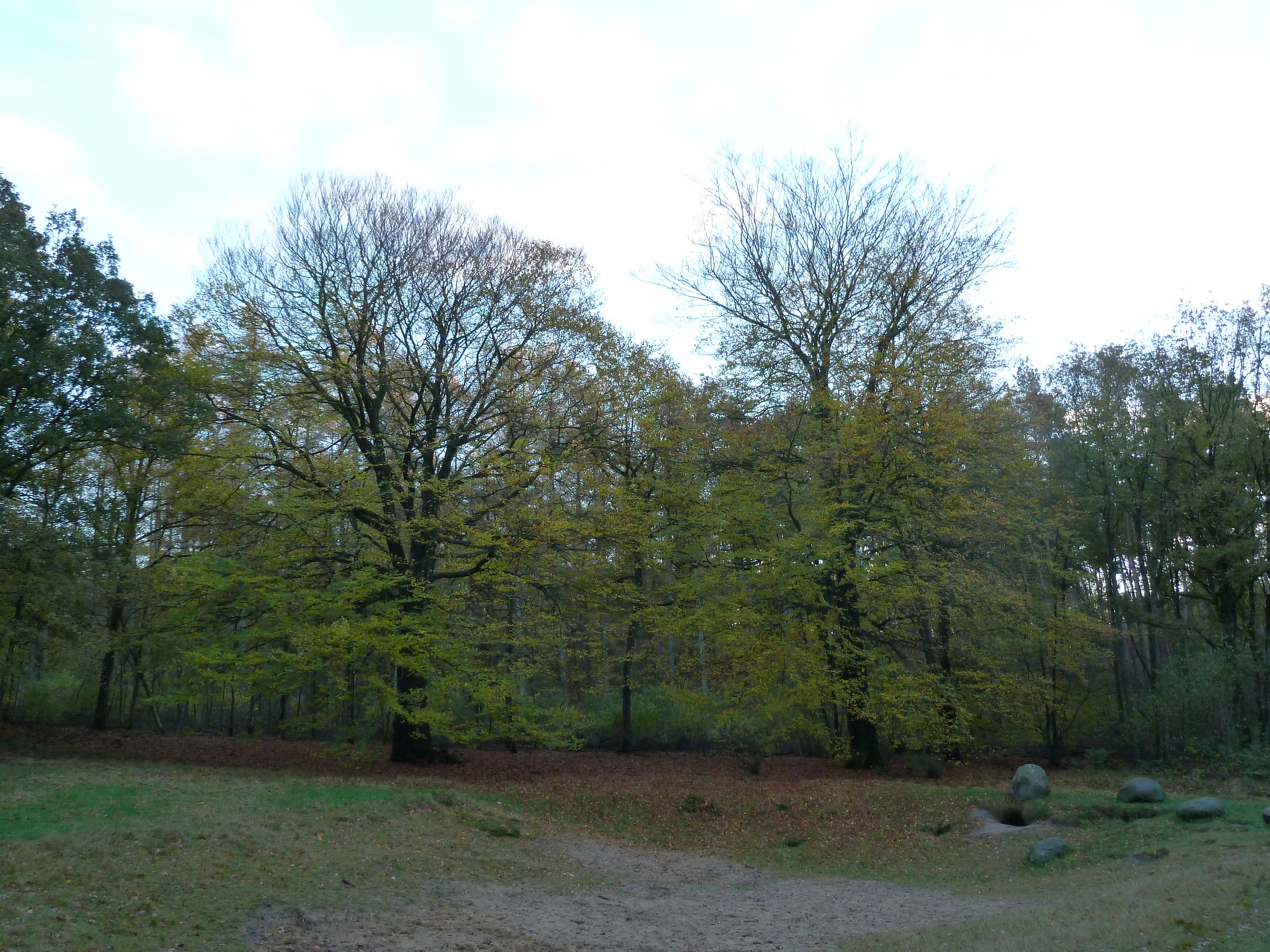
De kuil met zwerfkeien